# イギリス・インド円卓会議
イギリス・インド円卓会議（イギリス・インドえんたくかいぎ）は、1930年11月から1932年末にわたって、イギリスとインドの双方の代表によりロンドンで行われた会議である。1935年インド統治法の礎となった。英印円卓会議（えいいんえんたくかいぎ）とも称される。

## 概要
会議前のインドでは、第44回インド国民会議派大会でのプールナ・スワラージにも窺えるように、イギリスからの自立の機運が高まっていた。この情勢下で、第1回会議は1930年11月から翌年1月にわたって開かれた。しかし、独立運動の先導となったインド国民会議派の幹部が先のサティヤーグラハで拘束されており、かつ同組織は、この会議を「自立運動を逸らす目的でイギリスが画策したもの」と認識したため、これをボイコットした。1931年5月に結ばれたガンディー＝アーウィン協定により、政治犯の釈放を対価として、同組織は会議への参加の姿勢を見せた。これを受け、第2回会議にはマハトマ・ガンディーが単身で会議へ赴いたが、選挙制をめぐる対立から、彼はインドに帰国することとなった。第3回会議は1932年11月から同年12月にかけて開かれた。諸会議で確認された諸原則は白書としてイギリス国会合同委員会へ提出され、1935年インド統治法の基礎となった。しかし、この円卓会議やインド統治法には、インド国民会議派が所望していたような自治権は含まれず、これが後の独立運動へと繋がっていった。